# گرومن ایکس‌اس‌بی‌اف
گرومن ایکس‌اس‌بی‌اف (به انگلیسی: Grumman XSBF) یک هواپیمای ساختِ کارخانهٔ گرومن در کشور ایالات متحده آمریکا است. نخستین استفاده‌کنندهٔ این هواپیما نیروی دریایی ایالات متحده آمریکا بوده‌است. این هواپیما برای نخستین بار در ۱۸ فوریه ۱۹۳۶ میلادی مورد استفاده قرار گرفت.